# The Solids
The Solids son una banda de rock originaria de Middletown, Connecticut. Desde 1996 están en activos. The Solids saltaron a la fama con The Future Is Now, canción por la que se hicieron conocidos, la misma canción fue compuesta para el tema central de la serie Oliver Beene. También son conocidos por la serie How I Met Your Mother donde en el opening suenan los 12 segundos finales del tema Hey Beautiful. How I Met Your Mother, emitida por CBS fue creada por los mismos miembros del grupo.
La banda se formó en el verano de 1996 por Carter Bays y Craig Thomas. A ellos se unieron Patrick Butler y Nick Coleman con quienes hicieron su primera actuación en septiembre de 1996 en el Alpha Delta Phi chapter house del campus universitario de Wesleyan en Middletown, donde estudiaban.
Oliver Beene asentó a la banda, la web oficial del grupo fue de las más populares entre otras alternativas musicales para los fanes. Junto con The Future Is Now, varios mp3 se dieron gratis incluyendo demos y actuaciones en directo.
Su canción Clowns Like Candy sonó en un episodio de Ed. Estuvo en las listas como el #10 del Top alternativo de descargas por internet y publicado en el lugar 825# de la revista Rolling Stone.
Aunque la banda tiene publicado un álbum reconocido, siguen en activo, actualmente residen y actúan en Los Ángeles.